# Thomas Schneider (Mediziner)
Thomas Schneider (* 1962 in Trier) ist ein deutscher Sportmediziner und Hochschullehrer.

## Leben
Schneider spielte als Jugendlicher Basketball auf Leistungsebene bei der TVG Trier. Mit der C-Jugend der Moselaner wurde er Deutscher C-Jugendvizemeister sowie 1979 Dritter der Deutschen B-Jugendmeisterschaft. 1981 schloss er in seiner Heimatstadt seine Schulbildung mit dem Abitur ab und studierte anschließend bis 1987 Humanmedizin an der Johannes Gutenberg-Universität Mainz. 1988 und 1989 arbeitete Schneider als Assistenzarzt am Marienkrankenhaus in Trier und danach von 1989 bis 1991 ab der Städtischen Kliniken in Saarbrücken. 1989 schloss er seine Doktorarbeit ab. In der Zeit zwischen 1991 und 1998 war er als Assistenzarzt und Oberarzt am Universitätsklinikum Düsseldorf sowie ab 1999 als Chefarzt am Kölner Dreifaltigkeits-Krankenhaus tätig. Am Dreifaltigkeits-Krankenhaus übernahm er gemeinsam mit Joachim Schmidt die Leitung der Orthopädie und Sporttraumatologie. Nach dem Abschluss seiner Habilitation im November 1998 hatte er ab 1999 darüber hinaus einen Lehrauftrag für Orthopädie an der Heinrich-Heine-Universität Düsseldorf inne. Ab 2002 war Schneider Ärztlicher Direktor. Im Juli 2004 wurde Schneider von der Deutschen Sporthochschule Köln zum außerplanmäßigen Professor ernannt. Später wurde der Facharzt für spezielle Orthopädie, Sportmedizin, Physikalische Therapie, Orthopädie und Unfallchirurgie am Dreifaltigkeits-Krankenhaus Chefarzt der Klinik für Schulterchirurgie, Sporttraumatologie und Kniearthroskopie. In zusätzlichen ärztlichen Tätigkeiten war Schneider am Olympiastützpunkt Köln-Bonn-Leverkusen für die medizinische Betreuung von Sportlern zuständig, des Weiteren betreute er Sportmannschaften medizinisch.
Zu den Schwerpunkten seiner Lehr- und Forschungsarbeit gehören Sportorthopädie und Sporttraumatologie, dabei insbesondere Erkrankungen von Schulter, Knie, Knochen und Knorpel.